# Dun Dornaigil

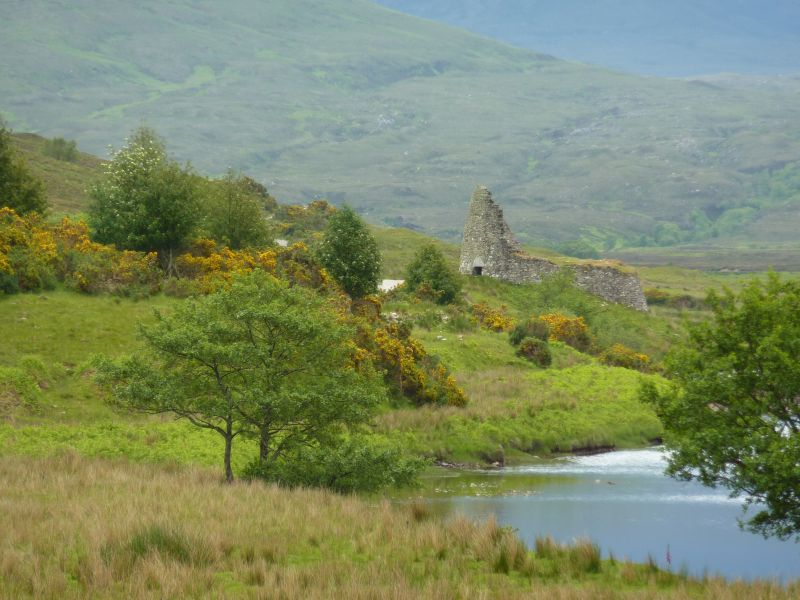
Dun Dornaigil vanaf het noorden met rechts de rivier Strathmore.

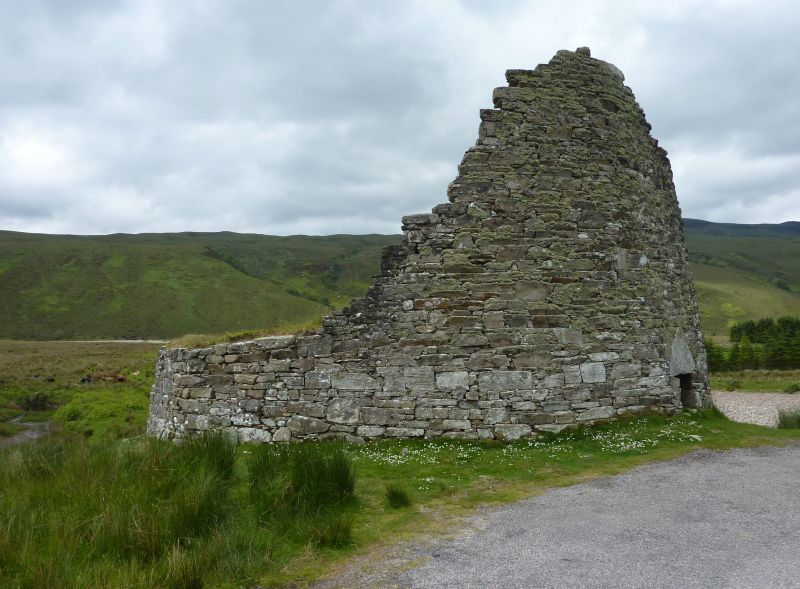
Dun Dornaigil vanaf het zuidoosten.

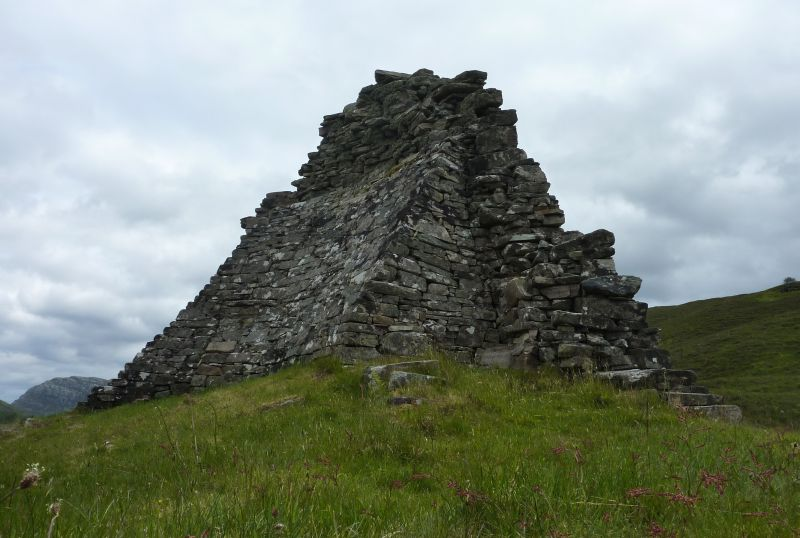
De modernere versteviging achter de hoge voorgevel.

Dun Dornaigil, ook Dun Dornadilla, Dun Dornagail en Dun Dornagil genoemd, is een broch; een gebouw uit de IJzertijd. De broch is gelegen langs de rivier Strathmore, in het graafschap Sutherland van de Schotse Hooglanden.

## Locatie en naam
Dun Dornaigil is bijzonder omdat het een van de brochs is, die het meest landinwaarts ligt, namelijk elf kilometer vanaf Loch Eriboll. De broch ligt direct naast de A838, zeventien kilometer ten zuiden van Hope in het noorden van Schotland.
Veel brochs beginnen met het woord Dun in hun naam. Dit woord geeft aan dat het om een versterkte plaats gaat. De letterlijke vertaling Dun Dornaigil vanuit het Gaelic zou "Fort bij het doornige ravijn" zijn. De broch zou ook mogelijk vernoemd zijn naar koning Dornadilla. Deze koning regeerde van 261 tot 233 v. Chr. Het zou een goede koning zijn geweest, die bovendien de eerste wetten rondom de jacht uitbracht. Het is onbekend uit welke tijd Dun Dornaigil stamt, maar de meeste brochs stammen uit de periode van 100 v. Chr. tot 100 n. Chr.

## Bouw
De voorzijde van de broch met de toegang bevindt zich aan de noordoostzijde. Zoals alle brochs, bestond de muur boven het niveau van de begane grond oorspronkelijk uit twee parallelle wanden. Aan de voorzijde is de buitenste wand nog intact tot een hoogte van 6,7 meter. Dit maakt de broch belangrijk voor archeologen, aangezien slechts vier brochs hoger zijn: Mousa Broch (13,3 meter), Dun Telve (10 meter), Dun Carloway (9,2 meter) en Dun Troddan (7,6 meter). Deze vijf brochs geven dus een idee hoe hoog de brochs in het verleden geweest zijn. De hoogte van Dun Dornaigil was in 1766 overigens nog ruim 7,5 meter. Om te voorkomen dat dit hoge stuk muur zou omvallen is het in de negentiende of vroeg twintigste eeuw versterkt door een stenen constructie aan de binnenzijde. De rest van de broch varieert in hoogte van twee tot iets meer dan drie meter.
Een broch bestaat normaal gesproken uit een ronde muur, met in het centrum een open ruimte. In het geval van Dun Dornaigil is de binnenste open ruimte in de loop van de geschiedenis volledig opgevuld met stenen van de broch en aarde, waardoor er een rond plateau is ontstaan achter de hoge voorgevel. De diameter van de binnenste open ruimte was 8 meter. De muur is 2,5 meter dik. Doordat de binnenzijde opgevuld is, loopt de toegang van de broch al snel dood. Boven deze toegang bevindt zich een driehoekige steen, die aan de basis 1,5 meter breed is en 90 centimeter hoog.
Uit beschrijvingen uit de negentiende eeuw blijkt dat er aan de rechterzijde van de toegang een kleine zijkamer in de muur zat, een zogenaamde guard cell. Naast deze guard cell waren er nog twee kamers in de muur van de broch; één kamer, mogelijk met trap, ten zuidwesten van de toegang en een andere ten westen van de toegang.
Er bevinden zich geen evidente structuren rondom de broch. De broch en de omgeving zijn overigens nog niet archeologisch onderzocht.

## Beheer
Dun Dornaigil wordt beheerd door Historic Environment Scotland.